# Narycia herminata
Narycia herminata är en fjärilsart som beskrevs av Geoffroy 1785. Narycia herminata ingår i släktet Narycia och familjen säckspinnare. Inga underarter finns listade i Catalogue of Life.